# Das Angelusläuten
Das Angelusläuten (L’Angelus) ist ein 1859 vollendetes Ölgemälde des französischen Malers Jean-François Millet. Das Bild stellt einen Mann und eine Frau dar, die sich in einem Feld über einen Korb mit Kartoffeln beugen, um Gott für die Ernte zu danken. Im Hintergrund des Bildes ist der Turm der Kirche von Chailly-en-Bière zu erkennen. Um die beiden Figuren der Bauern herum sind eine Karre und eine Grabegabel abgebildet.

## Geschichte
Die Schaffung des Bildes wurde vom amerikanischen Kunstsammler Thomas Gold Appleton in Auftrag gegeben, zu einer Übergabe nach Fertigstellung kam es jedoch nicht. Millet verkaufte das Bild im Jahr 1860 für 1000 Franc an den belgischen Landschaftsmaler Victor de Papelen. Erstmals öffentlich ausgestellt wurde das Gemälde im Jahr 1874 in Brüssel, ein Jahr vor dem Tode Millets. Das Gemälde gehörte im Laufe der Zeit zu einer Vielzahl von Sammlungen, seit 1986 der des Musée d’Orsay. Am 11. August 1932 wurde das Bild im Louvre von einem Besucher mit einem Messer beschädigt. Es wurde erst kurz vor einer erwarteten Millet-Ausstellung im Jahr 1976 restauriert.

## Rezeption
Die Darstellung des Angelusgebets war ein beliebtes geistliches Thema des 19. Jahrhunderts. Die Beziehung zwischen den beiden abgebildeten Figuren war im Lauf der Zeit Gegenstand verschiedener Vermutungen, darunter Arbeitskollegen, Ehepaar oder, wie von Léon Gambetta angenommen, Bauer und Magd. 
Salvador Dalí, der in der Schule eine Reproduktion des Bildes sah, fühlte sich dadurch zugleich inspiriert und beängstigt. Er behauptete, das Gemälde stelle ein Begräbnis dar, bei dem das Paar um sein totes Kind trauere. Auf sein Bestreben hin wurde vom Louvre ein Röntgenbild des Gemäldes erstellt, das tatsächlich an der Stelle des Korbes die verborgene Skizze einer schwarzen Kiste enthüllte. Dalí interpretierte diese als Kindersarg und die Szene als Gebet am Grab des Kindes. Er verarbeitete das Thema in mehreren eigenen Bildern. 1938 veröffentlichte er ein Buch über das Gemälde, in dem er seine Interpretation, auch zu der Begräbnis-Theorie, darlegte.